# Comandante Andresito (Misiones)

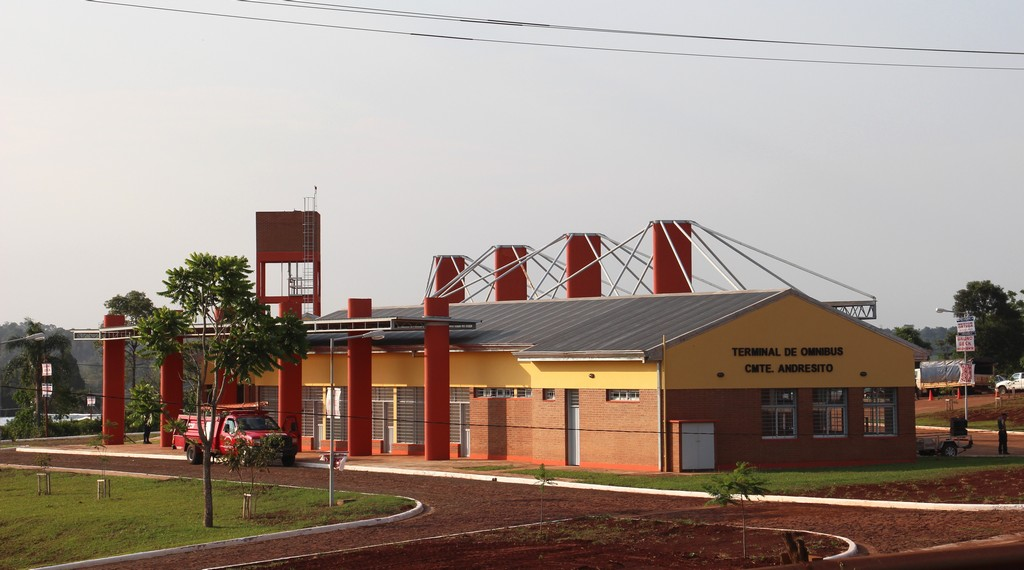
Terminal de ómnibus de Comandante Andresito.

Comandante Andresito es una ciudad y municipio argentino en el departamento General Manuel Belgrano, provincia de Misiones, más conocida como Andresito.

## Historia
Andresito surge como parte de un plan de colonizar la zona nordeste de la provincia de Misiones a comienzos de los años 1970. Hasta ese momento únicamente había en la zona selva virgen y algunos intrusos asentados en tierras fiscales. El luego exitoso proyecto para colonizar la zona comenzó entregando a colonos de toda la provincia tierras de una vasta zona delimitada además por el Parque Nacional Iguazú y otras reservas naturales. En los años noventa Andresito se convirtió en la localidad y municipio más poblado del departamento General Manuel Belgrano, logro más que considerable teniendo en cuenta que la población no había sido censada como núcleo urbano en el año 1980.
Las principales actividades económicas son el cultivo de yerba mate, la ganadería y la forestación. El turismo ecológico y el intercambio comercial son actividades económicas de creciente importancia.

## Fiesta del Agricultor
La Fiesta del Agricultor comenzó en el año 1983 y se realizó con intermitencia hasta el año 2000. Con la conmemoración de los 20 años del municipio, se comenzó con la preparación de una nueva edición llevada a cabo en la Iglesia Ucraniana. En 2001 se llevó a cabo en el Predio Polideportivo. La Comisión organizadora programa charlas técnicas de diferentes temas, como así también las exposiciones ganaderas y de pequeños animales, las empresas de implemento agrícolas y forestales.
Se realiza en la fecha más próxima al 8 de septiembre, que es el día en el que se conmemora el día del Agricultor.

## Infraestructura
La localidad cuenta con una gran cantidad de escuelas primarias y secundarias, hace un tiempo se agregó al ámbito educativo de la zona, un terciario que permite a los estudiantes continuar con sus estudios en el nivel superior.
Cuenta con un Juzgado Civil Comercial Laboral y de Familia cuya jurisdicción abarca los municipios de Andresito y San Antonio.

## Vías de comunicación
Con la finalización del asfaltado de la ruta provincial 19, la localidad logró una comunicación eficiente con el resto de la provincia. Dicha ruta la comunica al sudoeste con la ciudad de Wanda, sobre el río Paraná, y al nordeste finaliza en el Puente Internacional Comandante Andresito, ubicado sobre el río San Antonio, a unos 13 km de Andresito, que la vincula a la ciudad de Capanema (que se encuentra a unos 40 km al este de Andresito), en el vecino estado de Paraná (Brasil). El pueblo de Integración (ubicado dentro de los límites del municipio) también cuenta con un paso internacional sobre dicho río.
La otra vía de comunicación es la ruta nacional 101, que la vincula con Bernardo de Irigoyen y Cabureí, este último tramo se asfaltó en 2017.Esta ruta la une al sudeste con las localidades de San Antonio y Bernardo de Irigoyen; al noroeste la lleva hasta Puerto Iguazú, pero este tramo no se puede asfaltar porque incursiona en varias reservas protegidas, entre ellas el Parque Nacional Iguazú.

## Población
En 2010 el municipio contaba con una población de casi 20 000 habitantes. Dentro de este se encuentran también los núcleos urbanos de Integración, Cabureí, Puerto Andresito y Deseado.

## Toponimia
Su nombre honra la memoria de Andresito Guacurarí Artigas (1778-1821), un militar indígena guaraní argentino.
Originalmente la localidad fue llamada Almirante Brown, en honor al almirante irlandés Guillermo Brown (1777-1857). En un caso único en toda la provincia, el municipio fue bautizado en su creación con un nombre distinto al del pueblo, llamándolo Comandante Andresito.Este nombre fue escrito en numerosas ocasiones como Comandante Andrés Guaçurarí, aunque esta denominación nunca le fue impuesta de manera oficial. No obstante, el uso cotidiano desechó el nombre de Almirante Brown para el creciente poblado, situación que la Cámara de Diputados oficializó imponiendo a la localidad el mismo nombre que al municipio.

## Medios de comunicación
La ciudad de Comandante Andresito cuenta con varias emisoras radiales de frecuencia modulada, entre las que se encuentran FM Triunfo 90.1 y FM Andresito. También posee un diario digital llamado Noticias del Norte, que sirve como medio de difusión de todo el quehacer sociocultural de la ciudad y su zona de influencia.

## Parque provincial Yacuy
Fue creado para anexar al parque nacional Iguazú un área colindante, protegiendo así la totalidad de la cuenca del arroyo Yacuý.
La superficie es de unas 348 ha.

## Parroquias de la Iglesia católica en Comandante Andresito
| Diócesis           | Puerto Iguazú                              |
| ------------------ | ------------------------------------------ |
| Parroquia          | San Andrés Apóstol                         |
| Eparquía ucraniana | Santa María del Patrocinio en Buenos Aires |
| Parroquia          | Natividad de la Madre de Dios              |